# Bonneville-et-Saint-Avit-de-Fumadières

Bonneville-et-Saint-Avit-de-Fumadières este o comună în departamentul Dordogne din sud-vestul Franței. În 2009 avea o populație de 313 de locuitori.

## Evoluția populației
| An        | 1975 | 1982 | 1990 | 1999 | 2006 | 2009 |
| --------- | ---- | ---- | ---- | ---- | ---- | ---- |
| Populație | 195  | 214  | 216  | 214  | 292  | 313  |